# Süddeutsche Zeitung
Süddeutsche Zeitung jedne su od najvećih visokokvalitetnih dnevnih novina u Njemačkoj.  Tiskaju se svakodnevno u Münchenu. Süddeutsche Zeitung dostiže dnevnu prodanu nakladu od preko 440.000 primjeraka. Prvo izdanje je objavljeno u listopadu 1945.

## Vanjske poveznice
- Webstranica Süddeutschen Zeitung